# Riding-the-Yield-Curve
Mit Riding-the-Yield-Curve (deutsch etwa: „auf der Zinsstrukturkurve reiten“) oder Laufzeitarbitrage bezeichnet man eine aktive Anlagestrategie mit festverzinslichen Wertpapieren, bei der eine nicht fristenkongruente Anlage liquider Mittel erfolgt, das heißt, bei einem Planungshorizont von bspw. einem Jahr werden die liquiden Mittel nicht in einjährige Papiere investiert, sondern in Papiere mit längerer Restlaufzeit. Das Papier mit der längeren Laufzeit wird zum Planungshorizont verkauft. Falls die Zinsstruktur-Kurve ansteigend verläuft (normale Zinsstruktur) und sich bis zum Ende des Planungshorizonts nicht ändert, kann der Investor hierdurch eine höhere Rendite als mit einer fristenkongruenten Anlage erzielen. Grund hierfür ist, dass die verbleibenden Zahlungsströme aus der Anleihe nach einem Jahr mit einem geringeren Zinssatz abgezinst werden und so der Barwert (Kurs) der Anleihe steigt.